# Força Aérea Russa
A Força Aérea Russa (em russo: Военно-воздушные cилыРоссии, transliterado Voyenno-Vozdushnye Sily Rossii, VVS) é a força aérea da Rússia. Ele é um dos dois sub-braços das Forças Aeroespaciais da Rússia, sendo a outra as Tropas Espaciais da Rússia, que é parte das Forças Armadas Russas.
É a segunda maior força aérea do mundo, em números de aviões e de seu efetivo pessoal, herdando grande parte de seu inventário da Força Aérea Soviética. A VVS começou uma campanha de modernização dos antigos aviões soviéticos, e também a desenvolver aviões de última geração, como o Sukhoi Su-35 e o caça de quinta geração stealth Sukhoi Su-57. A Marinha russa tem sua própria Força Aérea, a Aviação Naval Russa.

## História
A Força Aérea tem como origem o Serviço Aéreo da Rússia Imperial. A força aérea do Império Russo fundada em 1912. Logo dois anos depois, em 1914, tem seu batismo de fogo na Primeira Guerra Mundial. Entretanto, a Revolução de Outubro, ela é desfeita e em 1917 é substituída pela Força Aérea Soviética.

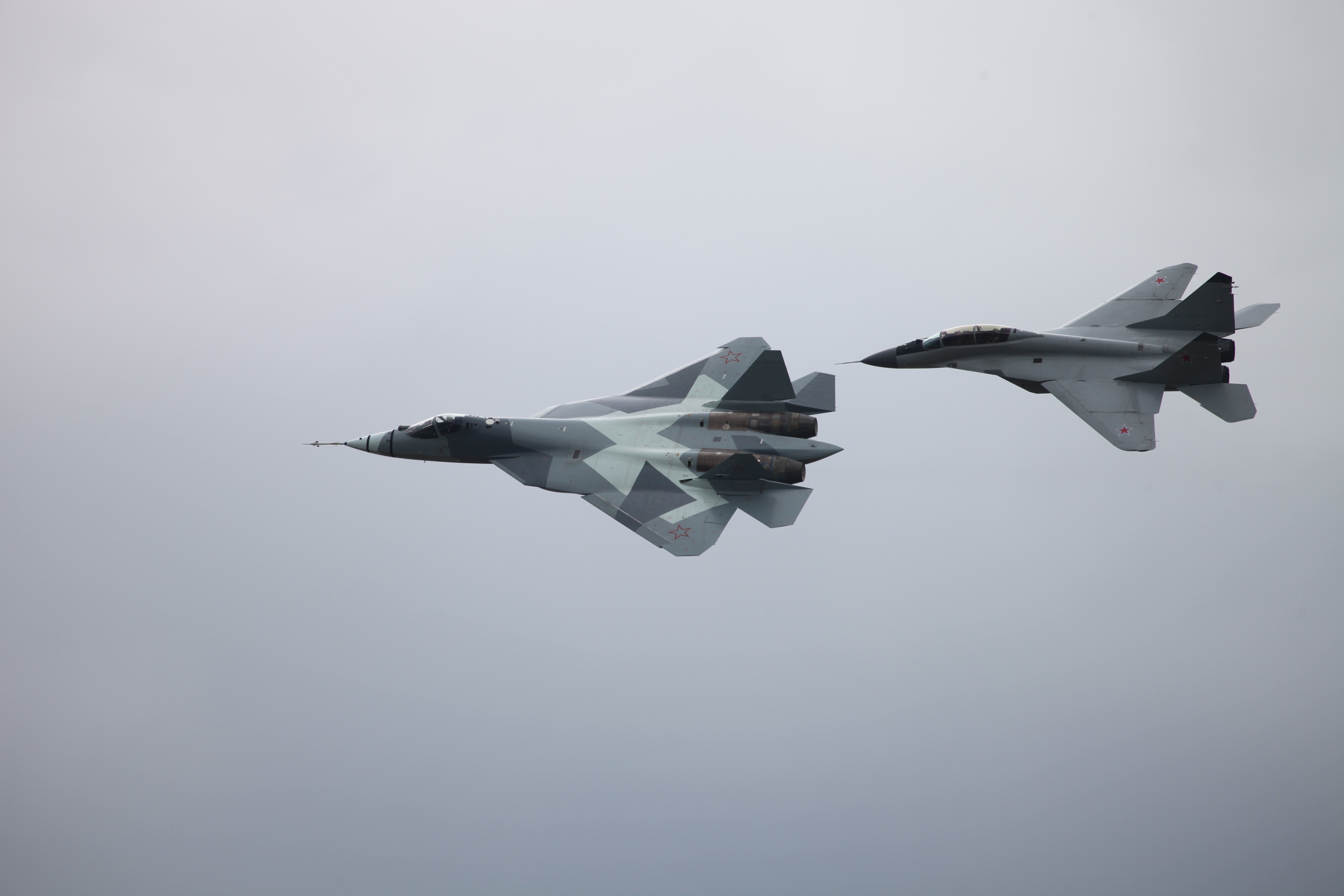
Sukhoi T-50 e MiG-29 russos.

Depois da dissolução da União Soviética em suas quinze repúblicas em dezembro de 1991, os aviões e o pessoal da Força Aérea Soviética - o VVS - foram divididas entre os estados recentemente independentes. O general Peter Deynekin, comandante-chefe anterior do deputado das forças aéreas soviéticas, transformou-se no primeiro comandante da nova organização em 24 de agosto 1991. A Rússia recebeu a maioria do equipamento e efetivo militar.
Durante os anos de 1990, as Forças Armadas da Rússia passaram por dificuldades financeiras e de estruturação devido à crise econômica em que o país se encontrava; a situação começou  a melhorar somente depois que  Vladimir Putin chegou ao poder e os orçamentos militares foram aumentados extremamente.
O número dos recrutas na força aérea foi reduzido a aproximadamente 185 000 do número combinado anterior de 318 000. O general Kornukov foi sucedido pelo general Vladimir Mikhailov em 2002 e em dezembro 2003 os recursos da aviação do Exército — na maior parte helicópteros — foram transferidos ao VVS.

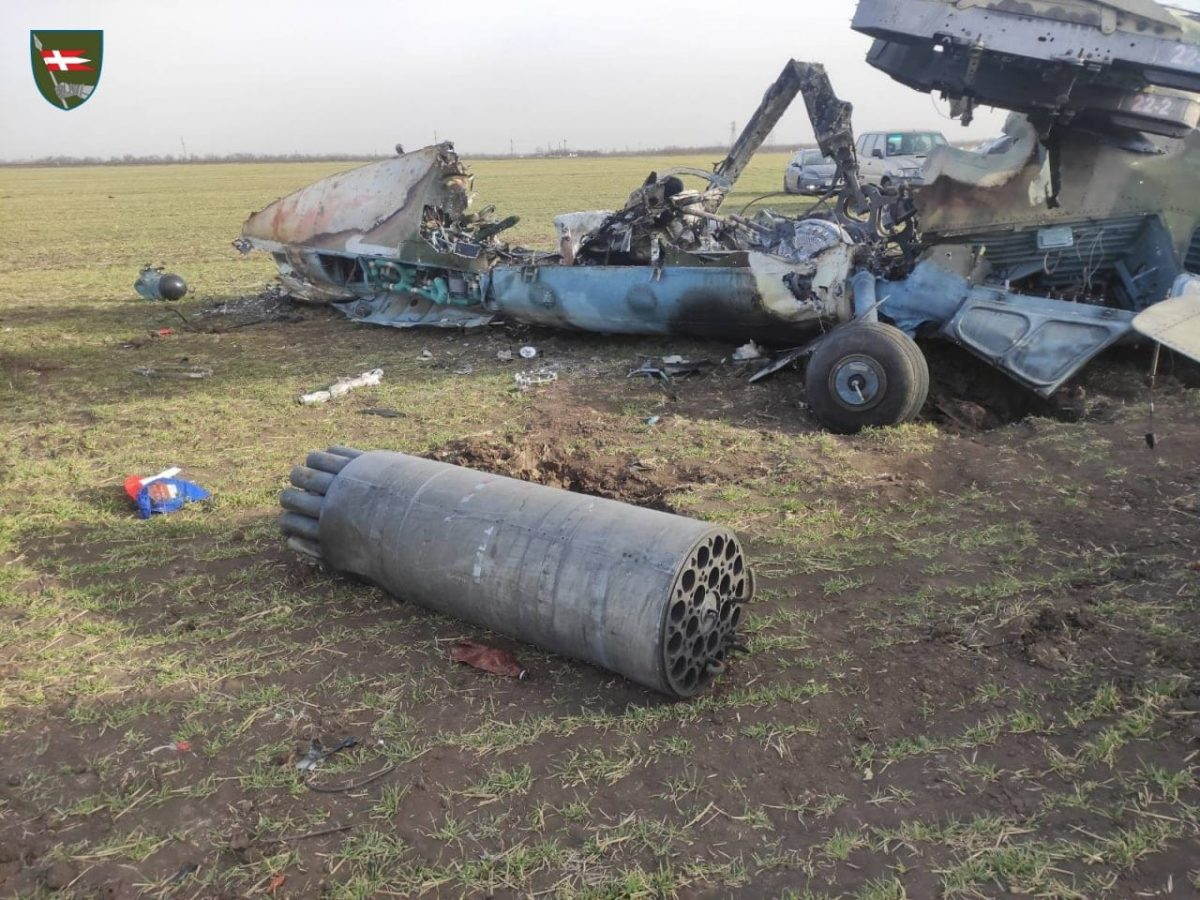
Um Mi-35 russo abatido na Ucrânia.

No começo do século XXI, o governo russo iniciou um projeto de ampla modernização do arsenal das forças armadas. Na força aérea, novos helicópteros e aviões começaram a ser introduzidos no serviço ativo, como os avançados Ka-52 e o Sukhoi PAK FA. Caças antigos, como o Su-27 e o MIG-29 receberam novos aviônicos e melhorias.
Em 2015 durante a reorganização das Forças Armadas, a Força Aérea russa deixou de ser um braço independente e se tornou parte das Forças Aeroespaciais da Rússia.
As Forças Aeroespaciais da Rússia (VVS) desempenharam um papel significativo, embora inconsistente em termos de eficiência, na invasão da Ucrânia em 2022. Apesar de mobilizar um grande número de aeronaves, força aérea russa não conseguiu obter supremacia aérea devido à eficácia das defesas aéreas ucranianas, ao apoio de inteligência da OTAN e ao fracasso das operações SEAD (supressão das defesas aéreas inimigas) especializadas e a falta de munições de precisão da Rússia. Nos primeiros ataques, foram alvos militares, como a base de Yavoriv, e infraestruturas civis, o que levou a investigações internacionais sobre crimes de guerra. Ao longo do conflito, a força aérea russa intensificou seus ataques a infraestruturas energéticas ucranianas, utilizando kits de bombas UMPK avançados para realizar ataques de distâncias seguras. No entanto, a campanha enfrentou falhas operacionais, como alvos não atingidos e sistemas de navegação improvisados. A aviação russa passou então a depender fortemente de bombas modificadas, lançando mais de 3 500 delas sobre posições ucranianas. Até o começo de 2024, a força aérea russa perdeu, em serviço na Ucrânia, mais de 10% da sua quantidade de aeronaves operacionais.

## Equipamento

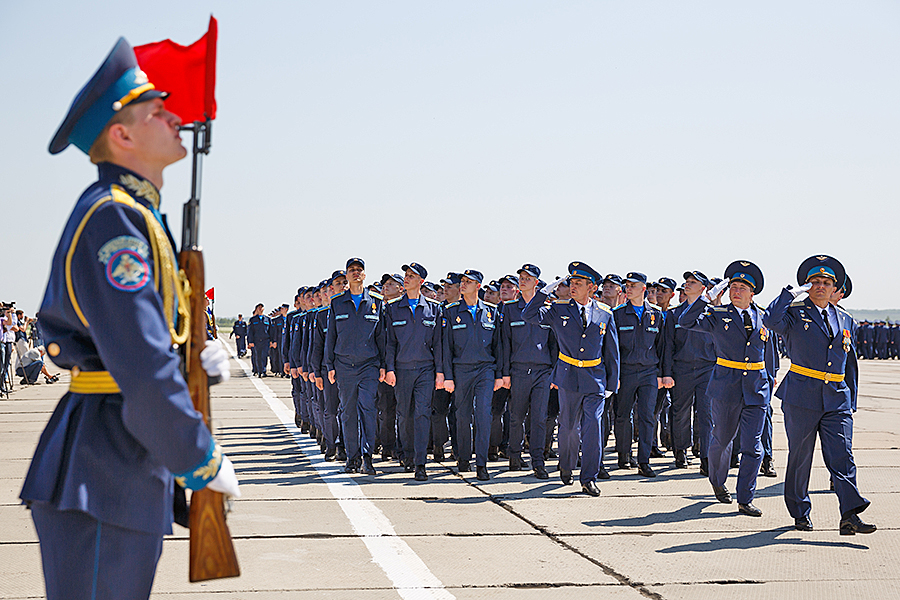
Militares da Escola Superior de Aviação Militar de Syzran.

A composição quantitativa e qualitativa precisa da Força Aérea Russa é desconhecida e os números incluem aeronaves em serviço e fora de serviço, bem como aquelas colocadas em armazenamento ou em reserva. A FlightGlobal estimou que havia cerca de 3.947 aeronaves em estoque em 2015. De acordo com o Ministério da Defesa russo, a parcela de armamento moderno na Força Aérea atingiu cerca de 35% durante 2014. O número foi aumentado para 66% no final de 2016 e para 72% no final de 2017.

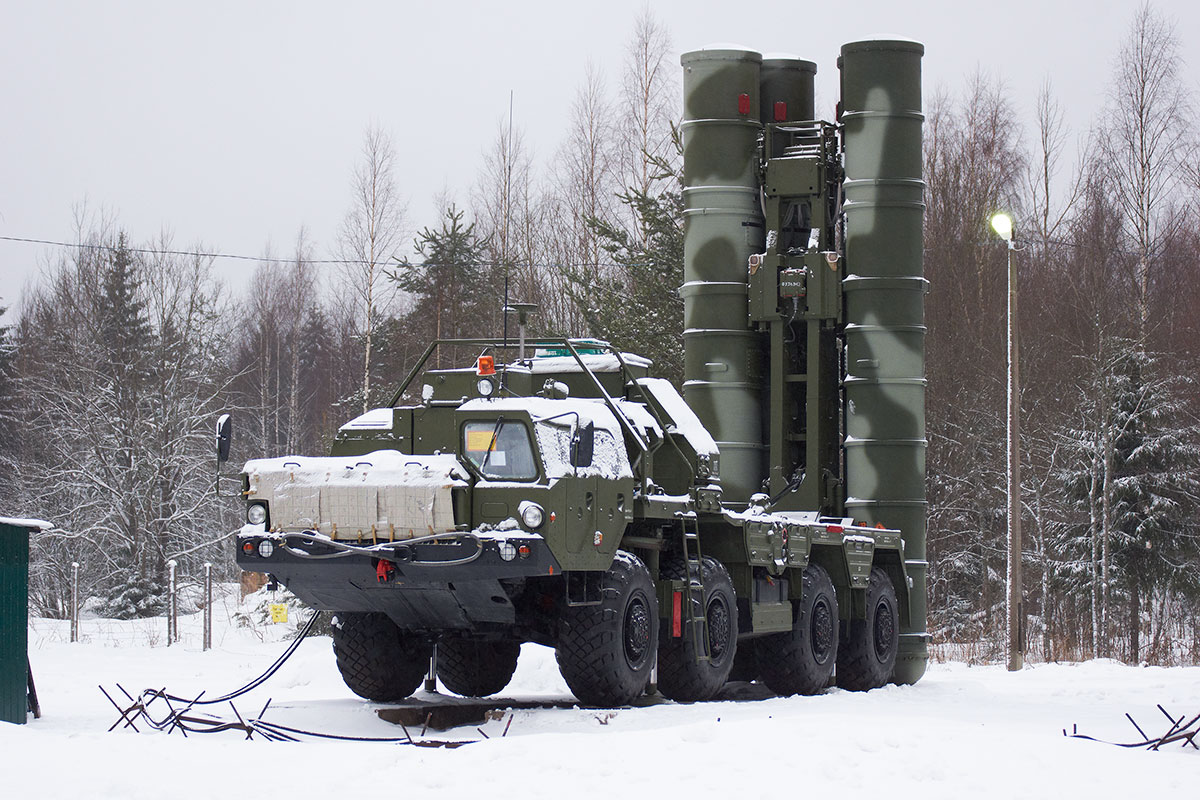
Um lançador de míssil terra-ar S-400.

As estimativas fornecidas pelo IISS mostram que os pilotos de combate da Força Aérea Russa têm em média 60 a 100 horas de voo por ano e os pilotos que voam em aeronaves de transporte em média 120 horas de voo por ano. A tabela a seguir cobre dados primordialmente fornecidos antes da invasão da Ucrânia em 2022. Durante este conflito, a Rússia perdeu uma enorme quantidade de equipamento.
| Aeronave                | Origem                  | Tipo                          | Em Serviço           | Notas                |
| Aeronaves de Combate    | Aeronaves de Combate    | Aeronaves de Combate          | Aeronaves de Combate | Aeronaves de Combate |
| ----------------------- | ----------------------- | ----------------------------- | -------------------- | -------------------- |
| Sukhoi Su-57            | Rússia                  | Caça multiuso                 | ~ 25                 | 76 encomendados      |
| Sukhoi Su-30            | Rússia                  | Caça multiuso                 | 119                  |                      |
| Sukhoi Su-35            | Rússia                  | Caça multiuso                 | 103                  | 29 encomendados      |
| Sukhoi Su-27            | União Soviética/ Rússia | Caça multiuso                 | 172                  |                      |
| Mikoyan-Gurevich MiG-29 | União Soviética/ Rússia | Caça multiuso                 | 259                  | 3 encomendados       |
| Mikoyan-Gurevich MiG-31 | União Soviética         | Caça de intercepção           | 113                  |                      |
| Mikoyan MiG-35          | Rússia                  | Caça multiuso                 | 8                    |                      |
| Sukhoi Su-34            | Rússia                  | Caça multiuso                 | 131                  |                      |
| Aeronaves de Ataque     |                         |                               |                      |                      |
| Sukhoi Su-25            | União Soviética         | Apoio aéreo aproximado        | 193                  |                      |
| Sukhoi Su-24            | União Soviética         | Caça-bombardeiro              | 274                  |                      |
| Bombardeiro             |                         |                               |                      |                      |
| Tupolev Tu-22M          | União Soviética         | Bombardeiro                   | 66                   |                      |
| Tupolev Tu-95           | União Soviética         | Bombardeiro                   | 42                   |                      |
| Tupolev Tu-160          | União Soviética         | Bombardeiro estratégico       | 18                   | 10 encomendados      |
| Reabastecimento Aéreo   |                         |                               |                      |                      |
| Ilyushin Il-78          | União Soviética         | Reabastecimento aéreo         | 20                   |                      |
| AWACS                   |                         |                               |                      |                      |
| Beriev A-50             | União Soviética         | AWACS                         | 15                   |                      |
| Tupolev Tu-204          | Rússia                  | AWACS/Avião de reconhecimento | 6                    |                      |
| Ilyushin Il-18          | União Soviética         | AWACS                         | 22                   |                      |
| Ilyushin Il-80          | União Soviética         | AWACS                         | 3                    |                      |
| Patrulha                |                         |                               |                      |                      |
| Ilyushin Il-18          | União Soviética         | Patrulha                      | 3                    |                      |
| Antonov An-30           | União Soviética         | Patrulha                      | 15                   |                      |
| Transporte              |                         |                               |                      |                      |
| Antonov An-12           | União Soviética         | Transporte                    | 57                   |                      |
| Antonov An-22           | União Soviética         | Transporte                    | 3                    |                      |
| Antonov An-26           | União Soviética         | Transporte                    | 121                  |                      |
| Antonov An-26           | União Soviética         | Transporte                    | 30                   |                      |
| Antonov An-124          | União Soviética         | Transporte                    | 11                   | 1 encomendado        |
| Antonov An-140          | Rússia/ Ucrânia         | Transporte                    | 5                    |                      |
| Antonov An-148          | Rússia Ucrânia          | Transporte                    | 16                   |                      |
| Ilyushin Il-18          | União Soviética         | Transporte                    | 3                    |                      |
| Ilyushin Il-62          | União Soviética/ Rússia | Transporte                    | 3                    |                      |
| Ilyushin Il-76          | União Soviética/ Rússia | Transporte                    | 115                  | 30 encomendados      |
| Tupolev Tu-134          | União Soviética         | Transporte                    | 58                   |                      |
| Tupolev Tu-154          | União Soviética         | Transporte                    | 19                   |                      |
| LET L-410               | Chéquia                 | Transporte                    | 38                   |                      |
| Treinamento             |                         |                               |                      |                      |
| Aero L-39 Albatros      | Chéquia                 | Treinamento                   | 180                  |                      |
| Yakovlev Yak-130        | Rússia                  | Treinamento                   | 112                  | 25 encomendados      |
| Helicoptero             |                         |                               |                      |                      |
| AS 350/AS 355           | França                  | Utilitario                    | 5                    |                      |
| Kamov Ka-27             | União Soviética         | Utilitario                    | 6                    |                      |
| Kamov Ka-50/52          | Rússia                  | Ataque                        | 109+                 | 47 encomendados      |
| Kamov ka-226            | Rússia                  | Utilitario                    | 14                   |                      |
| Kazan Ansat             | Rússia                  | Utilitario                    | 50                   |                      |
| Mil Mi-2                | União Soviética         | Utilitario                    | 37                   |                      |
| Mil Mi-8                | União Soviética         | Utilitario                    | 762                  | 1 encomendado        |
| Mil Mi-24               | União Soviética         | Ataque                        | 329                  |                      |
| Mil Mi-28               | Rússia                  | Ataque                        | 108                  | 109 encomendados     |
| Mil Mi-26               | União Soviética         | Transporte                    | 38                   | 2 encomendados       |

## Fotos

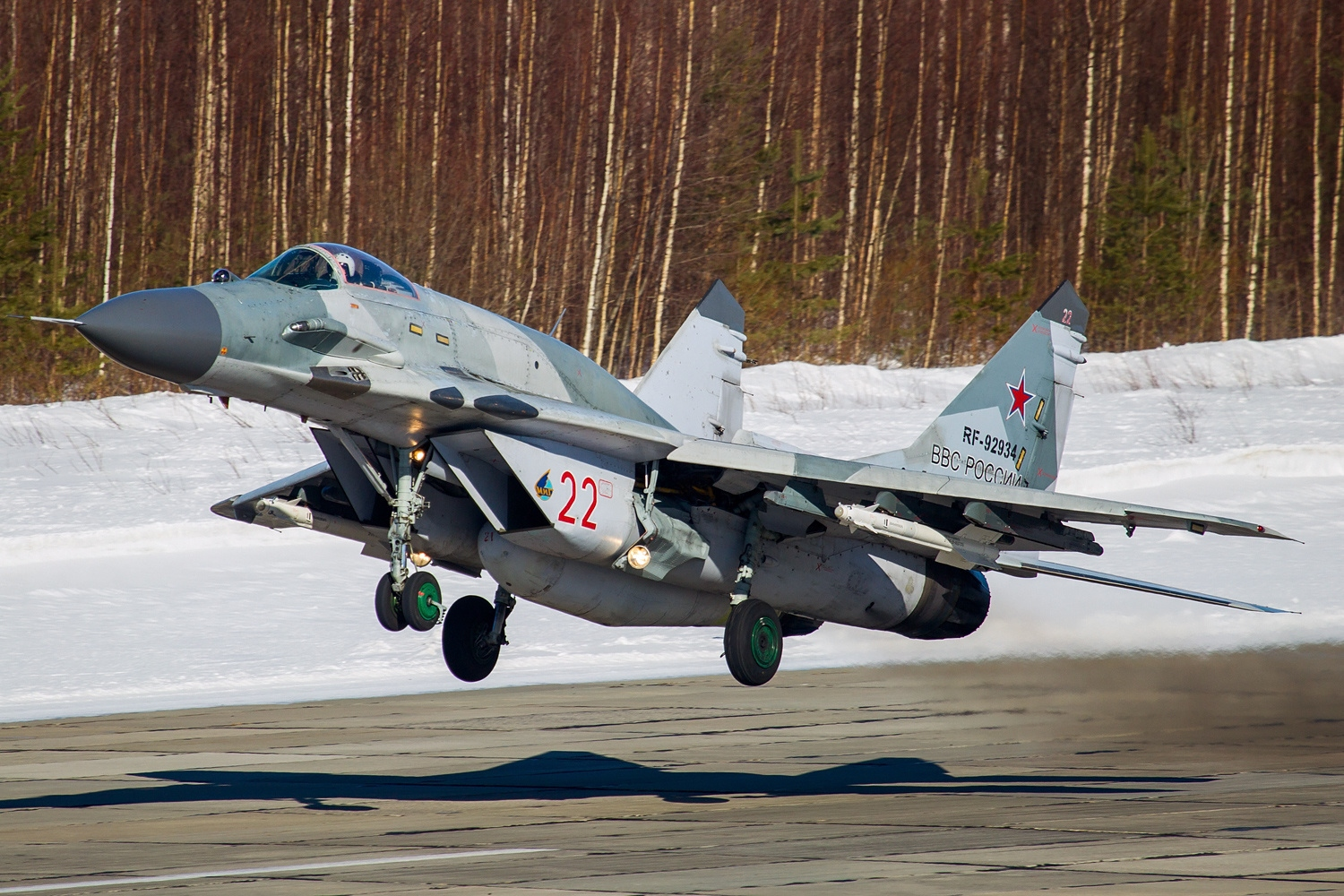
O MiG-29, o principal caça de superioridade aérea da Rússia.
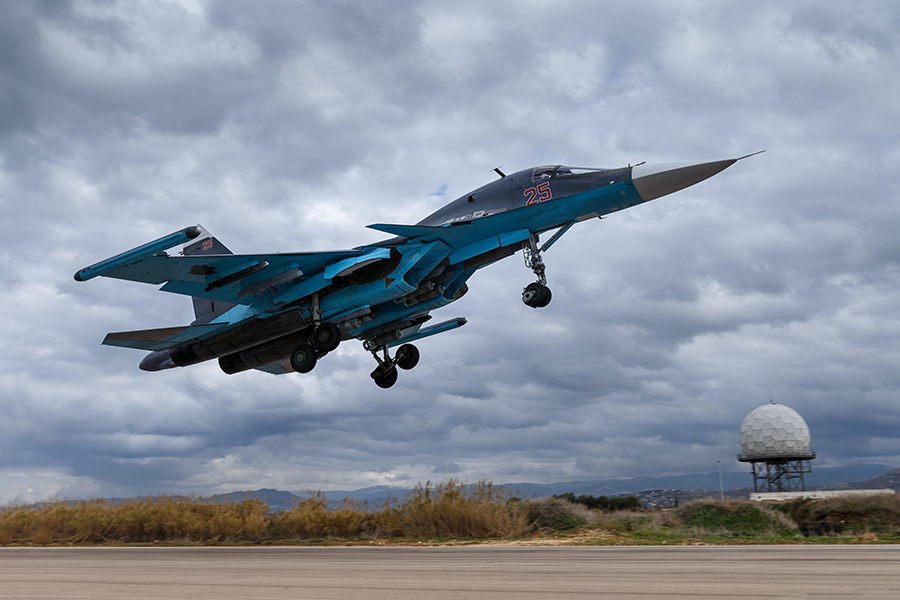
Um caça Sukhoi Su-34 russo em missão na Síria.
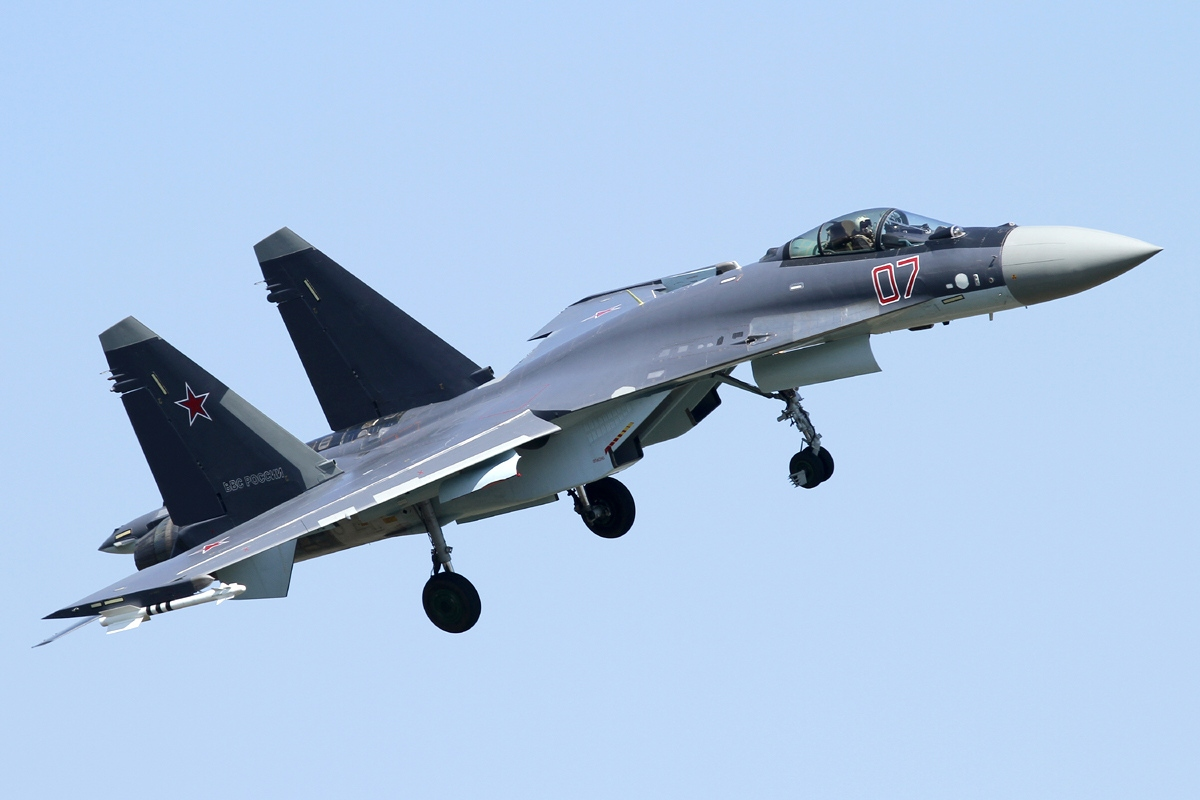
O avançado caça Sukhoi Su-35, desenvolvido pelos russos.
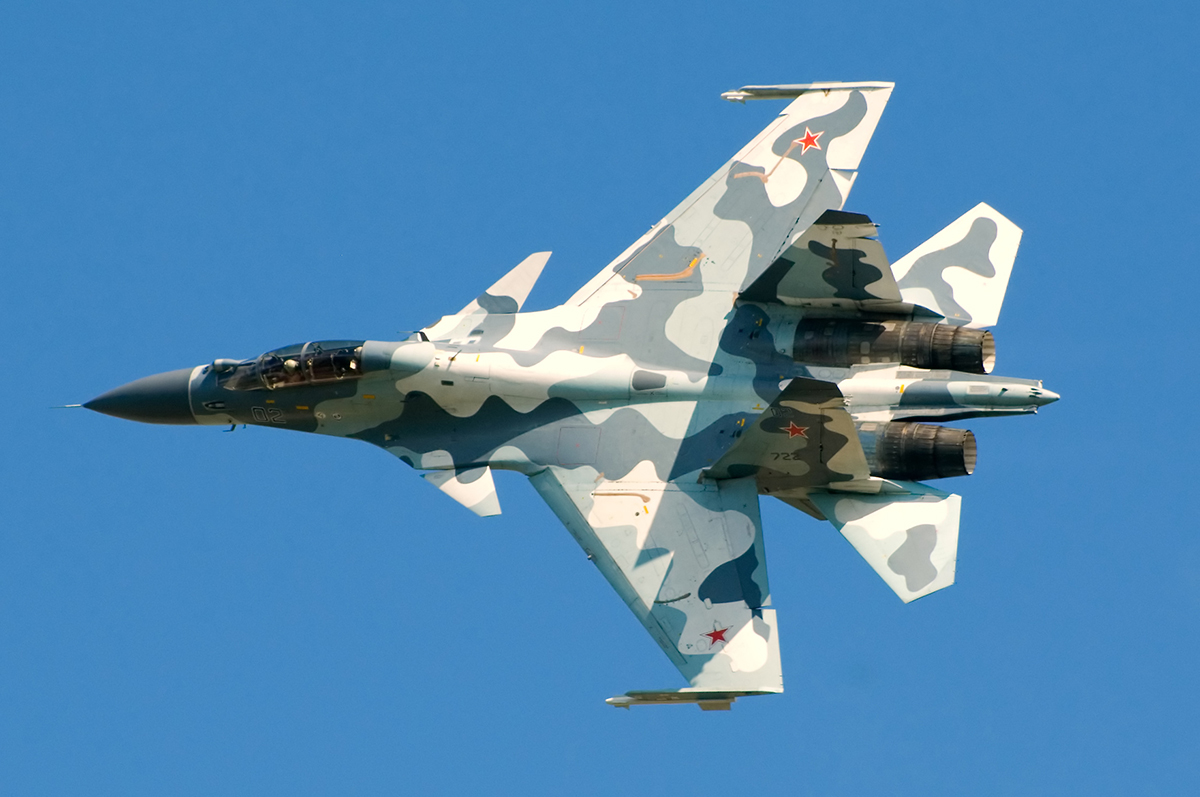
Um moderno SU-30 da Rússia.
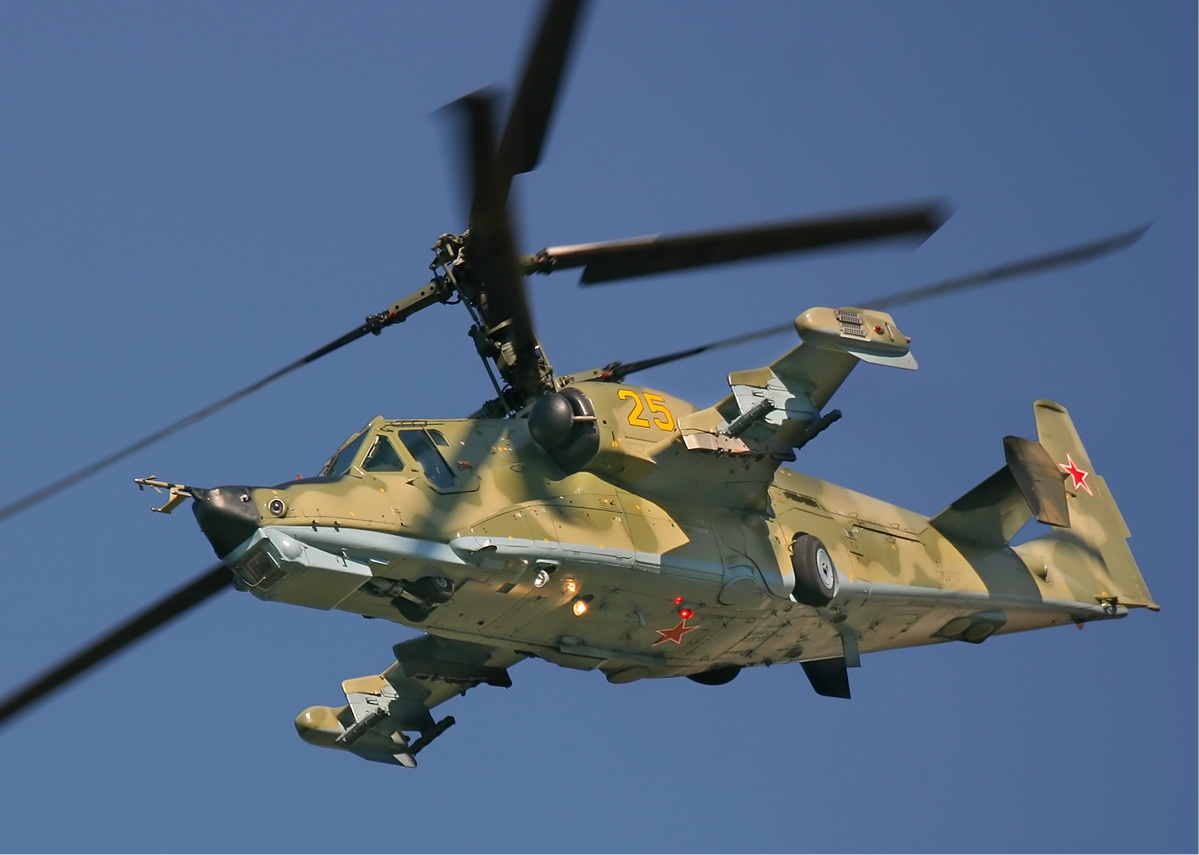
O Ka-50, moderno helicóptero a serviço da aviação russa.
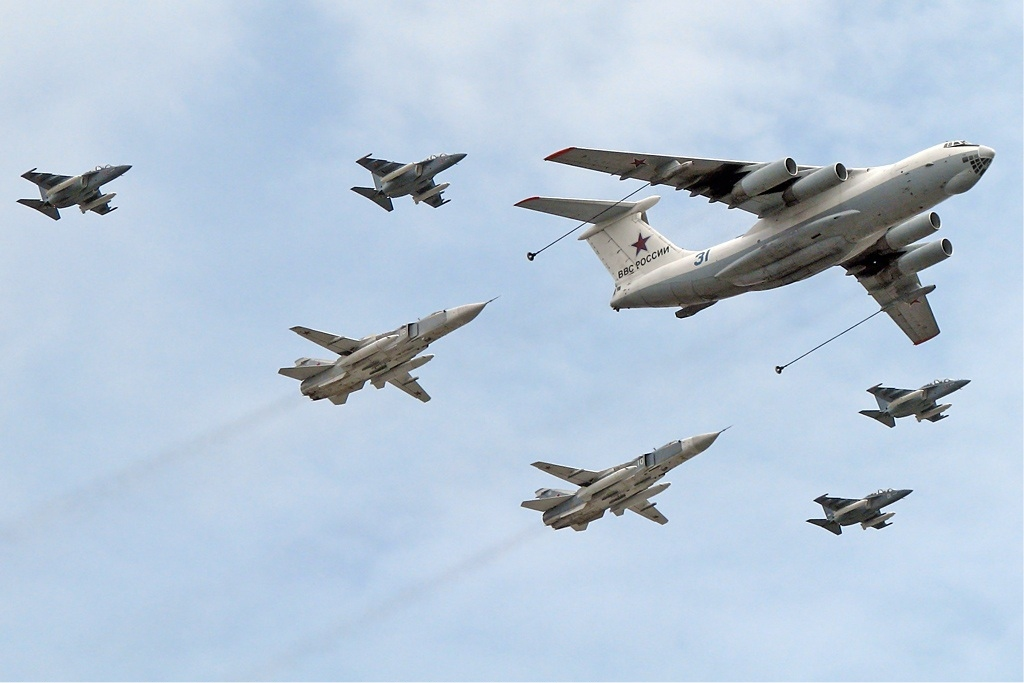
Aeronaves russas em um desfile aéreo, em 2010.
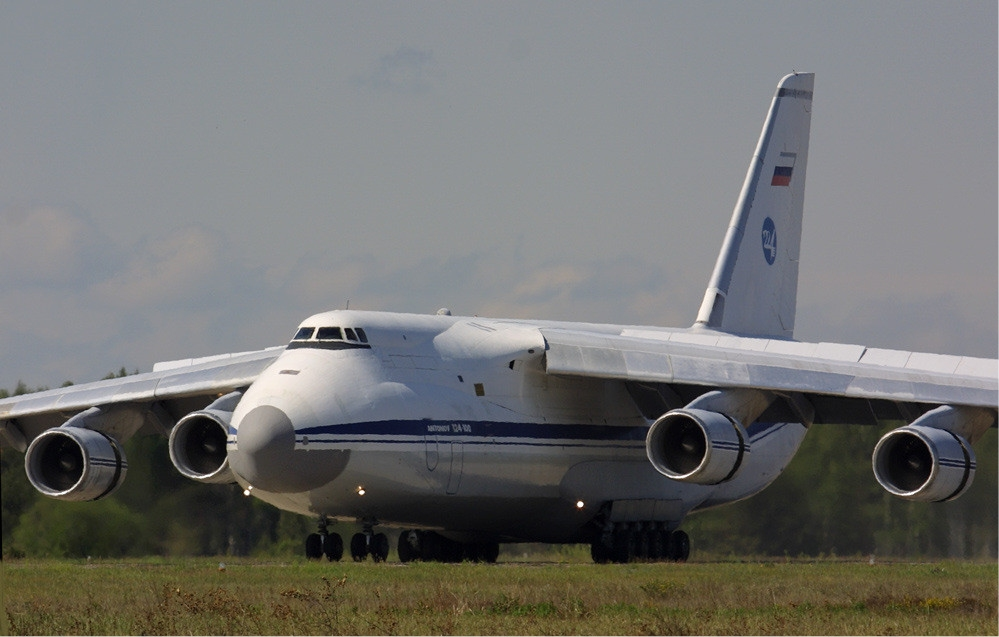
Um Antonov An-124, principal avião de carga das Forças armadas da Rússia.
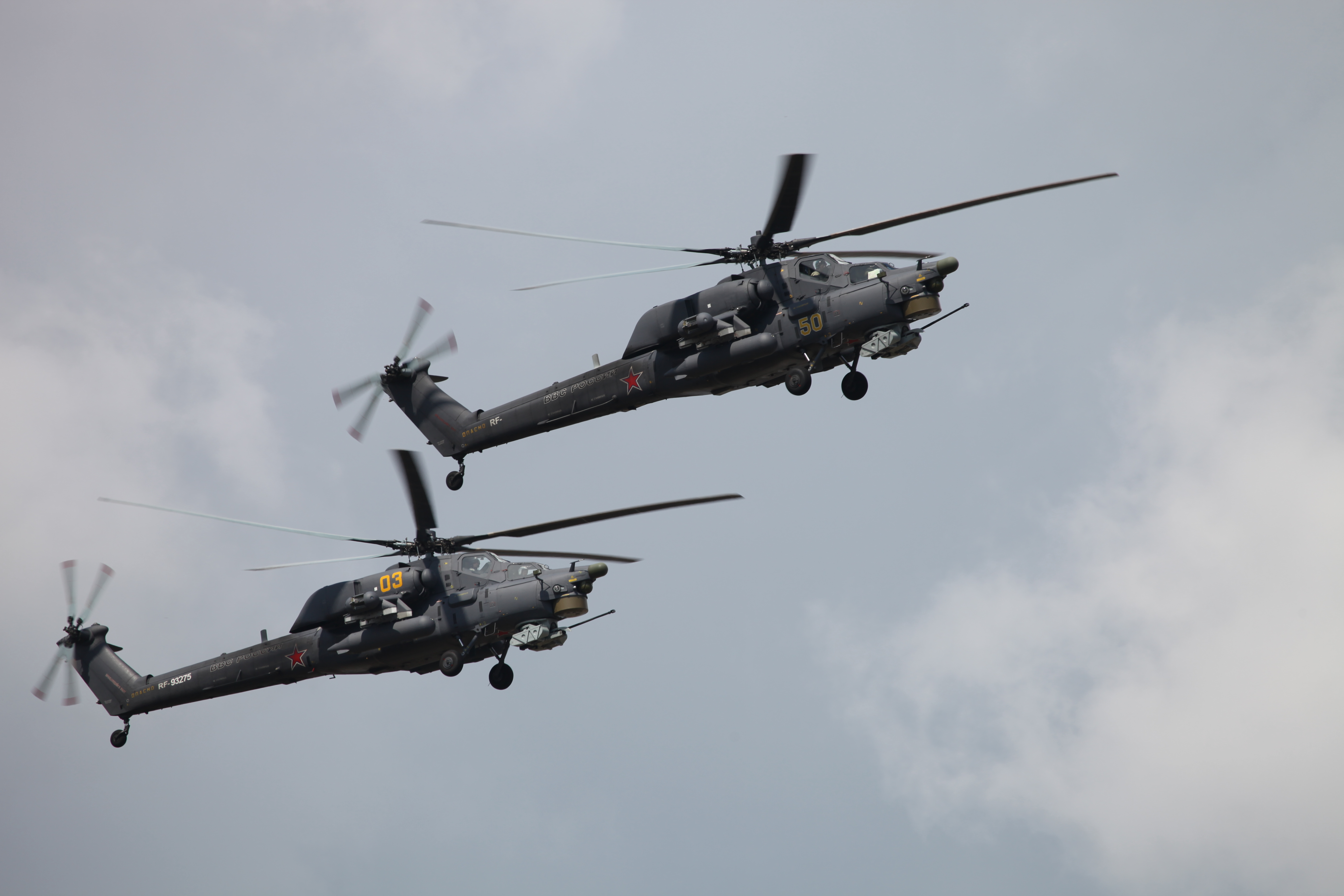
Dois helicópteros de ataque Mi-28N russos.
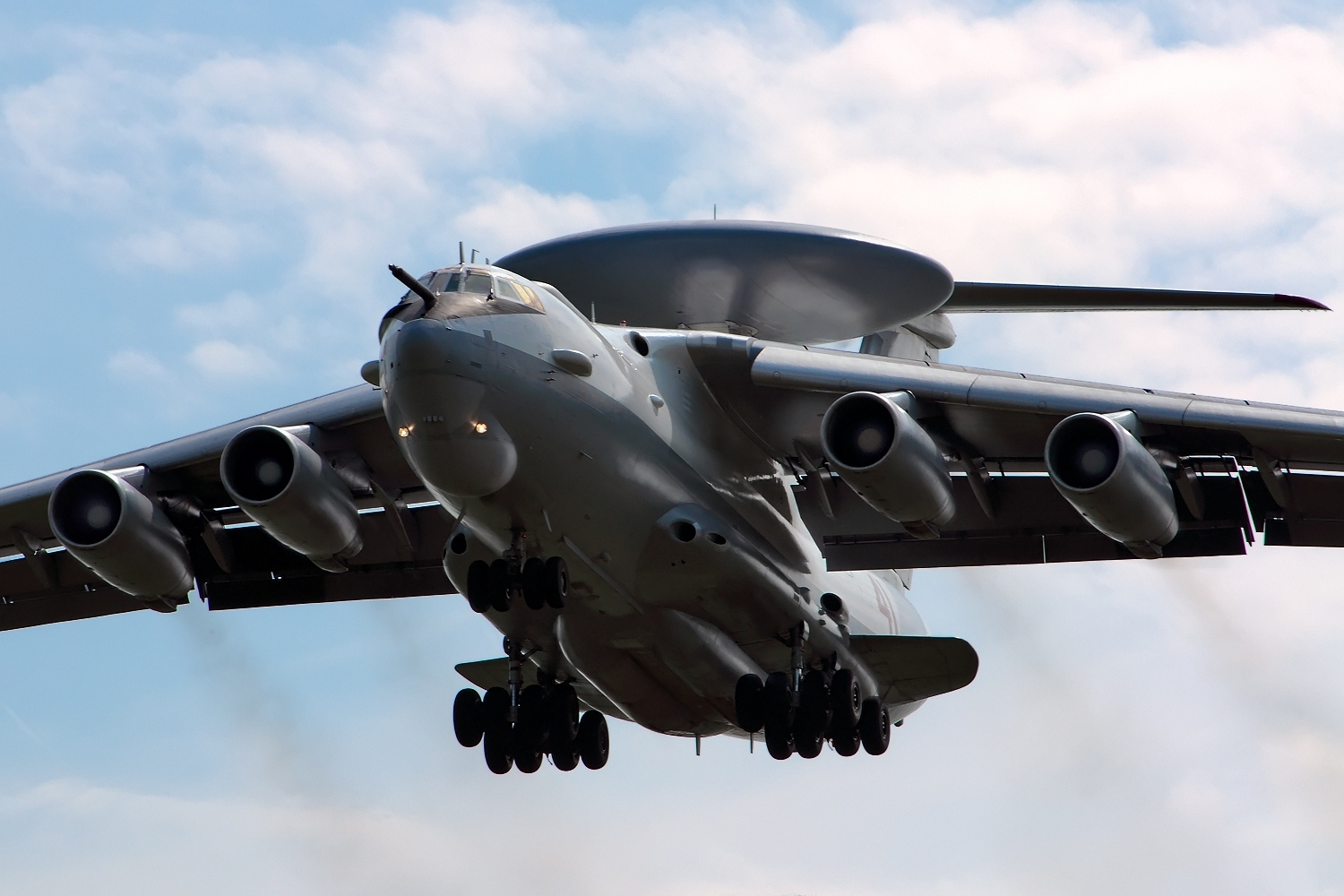
Um Beriev A-50, construído na era soviética.
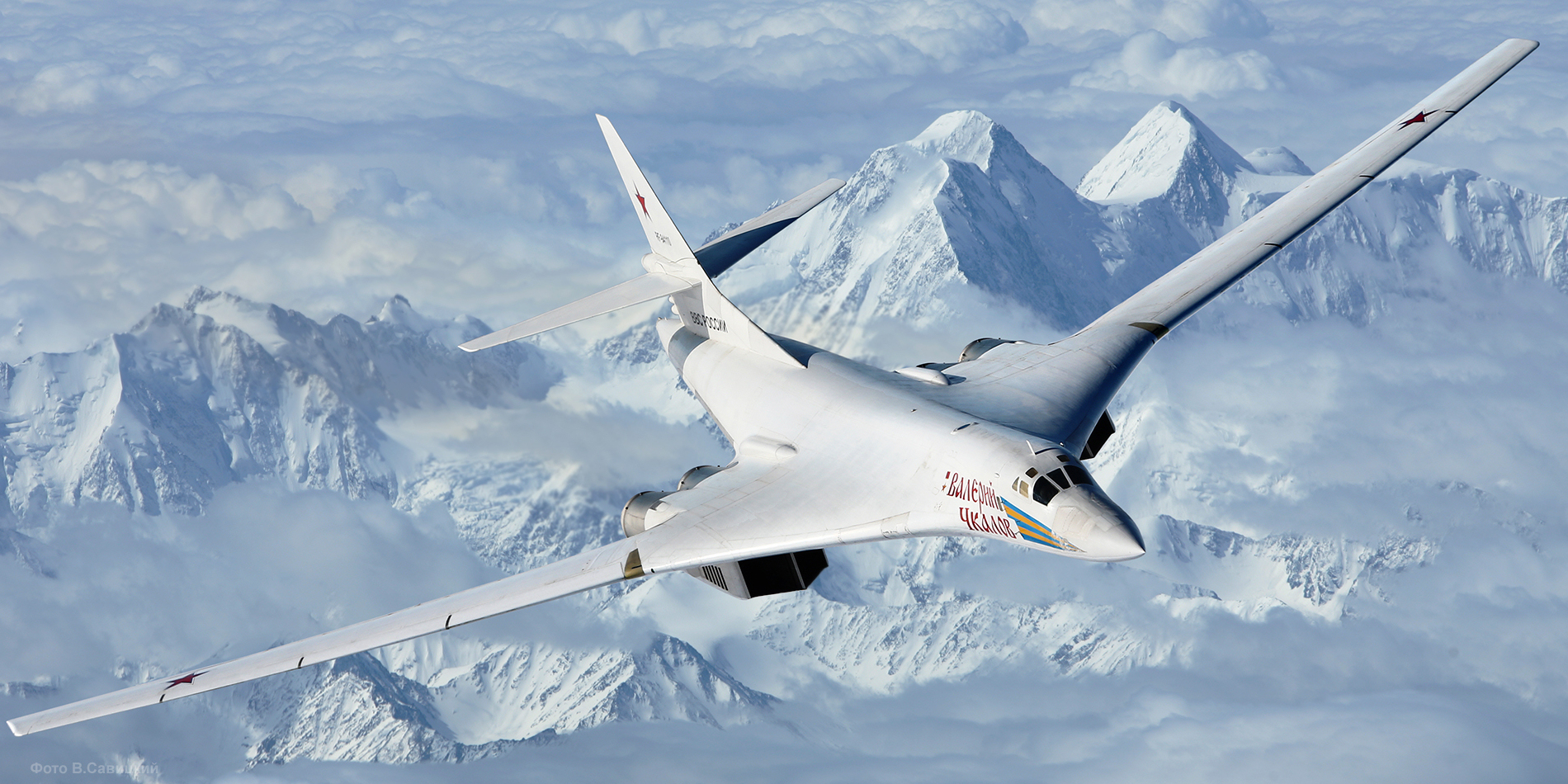
Um Tupolev Tu-160 russo.
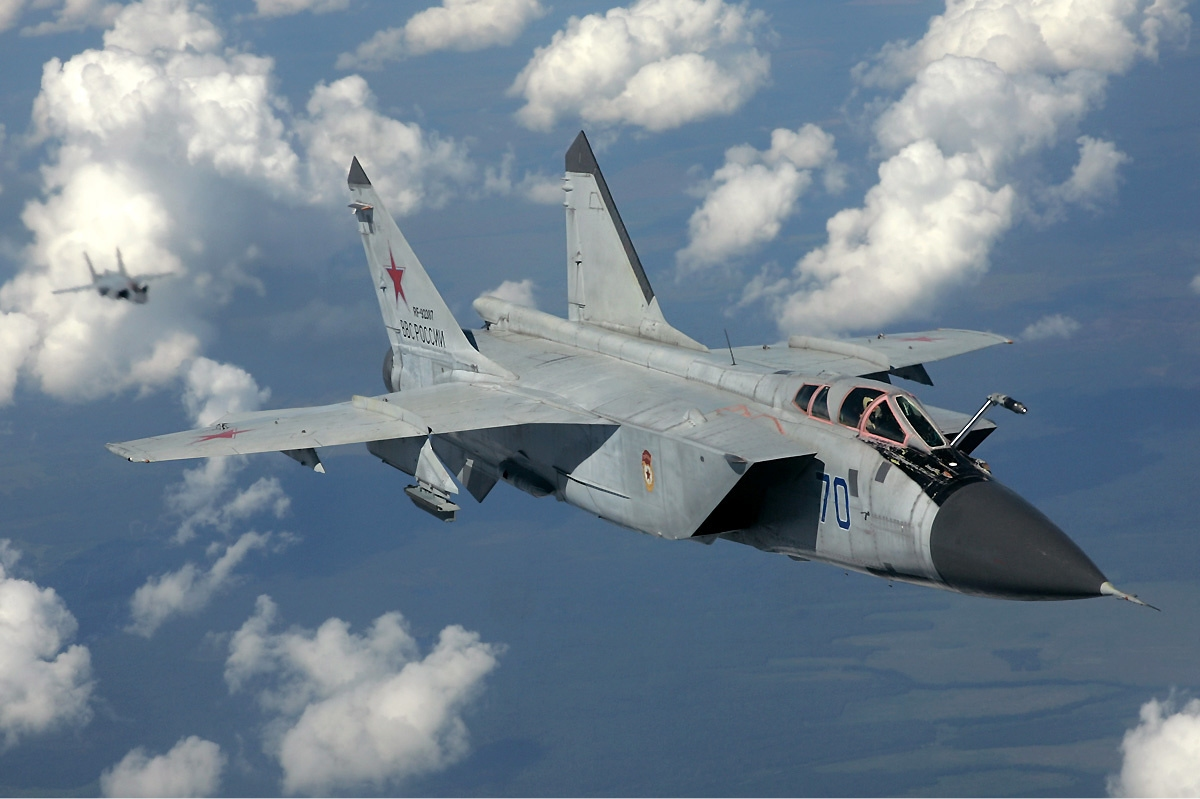
O MiG-31, um dos principais interceptadores da força aérea russa.
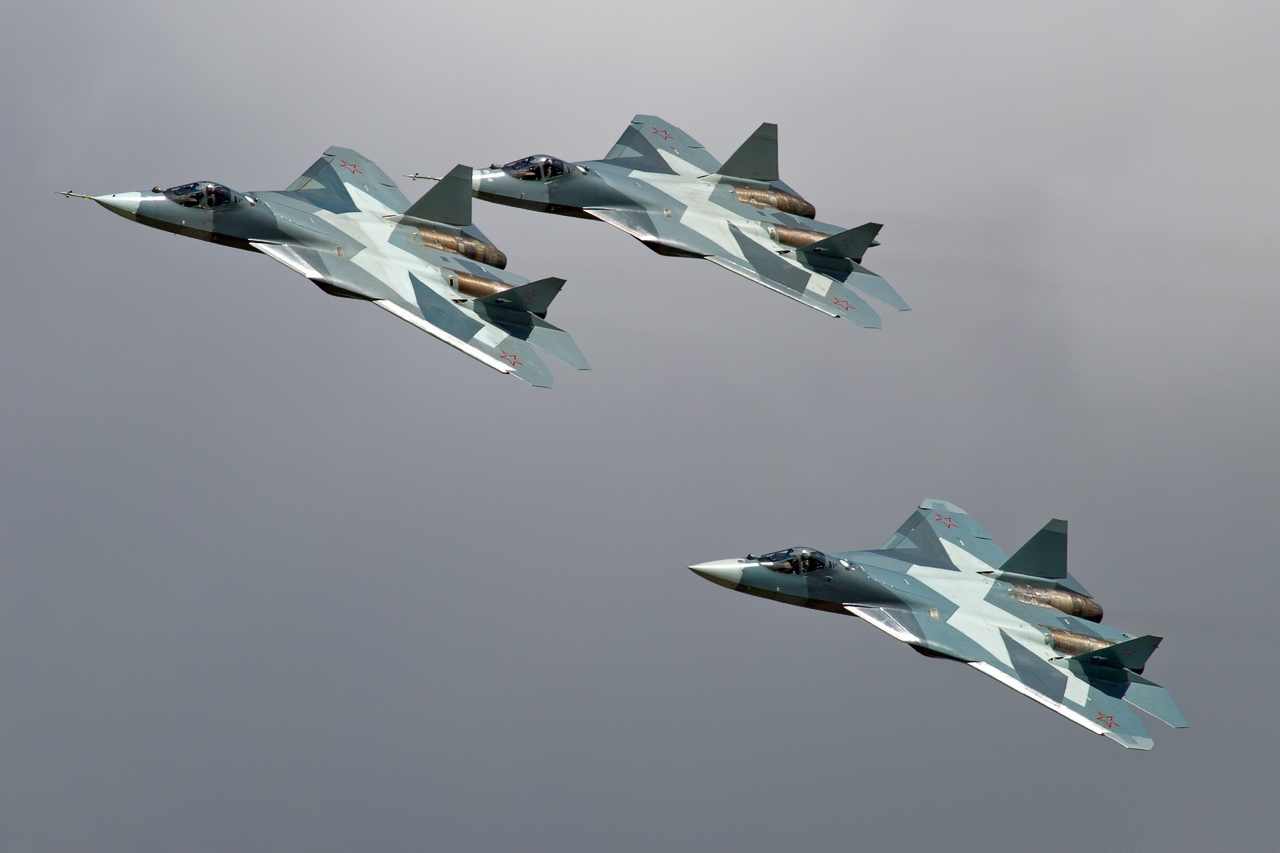
O Sukhoi Su-57, o primeiro caça de quinta geração russo.